# Mazuecos de Valdeginate
Mazuecos de Valdeginate is een gemeente in de Spaanse provincie Palencia in de regio Castilië en León met een oppervlakte van 18,56 km². Mazuecos de Valdeginate telt 101 inwoners (1 januari 2016).

## Demografische ontwikkeling
Bron: INE, 1857-2011: volkstellingen